# Lumbrineris sphaerocephala
Lumbrineris sphaerocephala är en ringmaskart som först beskrevs av Schmarda 1861.  Lumbrineris sphaerocephala ingår i släktet Lumbrineris och familjen Lumbrineridae.
Artens utbredningsområde är havet kring Nya Zeeland. Inga underarter finns listade i Catalogue of Life.